# Hul (Eslováquia)
Hul é um município da Eslováquia, situado no distrito de Nové Zámky, na região de Nitra. Tem 12,68 km² de área e sua população em 2018 foi estimada em 1.197 habitantes.

## Demografia
| Ano:        | 1994 | 2004   | 2014   | 2024   |
| ----------- | ---- | ------ | ------ | ------ |
| Broj ljudi: | 1237 | 1231   | 1205   | 1212   |
| Razlika:    |      | -0,48% | -2,11% | +0,58% |

| Ano:               | 2023 | 2024   |
| ------------------ | ---- | ------ |
| Número de pessoas: | 1210 | 1212   |
| Diferença:         |      | +0,16% |